# Smilax gigantocarpa
Smilax gigantocarpa är en enhjärtbladig växtart som beskrevs av Sijfert Hendrik Koorders. Smilax gigantocarpa ingår i släktet Smilax och familjen Smilacaceae.
Artens utbredningsområde är Java. Inga underarter finns listade.